# 1258

## Události
- 10. února Mongolové, vedeni chánem Hülegüm, vyplenili Bagdád a povraždili většinu jeho obyvatel (odhadem 250 000 lidí).
- 11. května – aragonsko-francouzská smlouva z Corbeil

## Narození
- Trần Nhân Tông, třetí císař vietnamské dynastie Trần, básník a buddhistický mnich († 1308)

## Úmrtí
- 5. dubna – Juliana z Lutychu, švýcarská řeholnice, mystička a světice (* asi 1192)
- 2. června – Pedro z Urgellu, hrabě z Urgellu, syn portugalského krále Sancha I. a princezny Dulcey Aragonské (* 1187)
- 22. července – Menhard I. Tyrolský, tyrolský hrabě (* 1194)
- 16. srpna – Theodoros II. Laskaris, byzantský císař (* 1221)
- 8. listopadu – Grzymisława Kyjevská, polská kněžna jako manželka Leška I. (* asi 1185 až 1195)

## Hlava státu
- České království – Přemysl Otakar II.
- Svatá říše římská – Richard Cornwallský – Alfons X. Kastilský
- Papež – Alexandr IV.
- Anglické království – Jindřich III. Plantagenet
- Francouzské království – Ludvík IX.
- Polské knížectví – Boleslav V. Stydlivý
- Uherské království – Béla IV.
- Sicilské království – Konradin » Manfréd
- Aragonské království – Jakub I. Dobyvatel
- Portugalské království – Alfons III.
- Latinské císařství – Balduin II.
- Nikájské císařství – Theodoros II. Laskaris – Jan IV. Dukas Laskaris